# George King
George King (12 de abril de 1840-12 de febrero de 1909) fue un botánico escocés, designado superintendente del Real Jardín Botánico de Calcuta, en 1871, y fue el primer director del Servicio Botánico de India en 1890.

## Biografía
Huérfano de ambos padres, a los 10 años, y a los dieciocho años, decidió seguir una educación médica y se unió a la Universidad de Aberdeen en 1861. Fue influenciado por sus maestros George Dickie, Alexander Harvey y John Struthers. En 1862, se convirtió en ayudante de Alexander Dickson. Eso condujo a interesarse por la botánica criptogámica y fue aconsejado por Sir WJ Hooker a seguir el camino de su hijo (JD Hooker) para unirse al Servicio Médico Naval.
King ganó la Medalla linneana en 1901.

## Algunas publicaciones
- King, G. 1887. "Part 2. Natural history". Journal of the Asiatic Society of Bengal 55 (2): 407

## Honores

### Epónimos
- (Acanthaceae) Aphelandra kingii Wassh.[2]

- (Acanthaceae) Eranthemum kingii C.B.Clarke[3]

- (Aceraceae) Rulac kingii Nieuwl.[4]

- (Annonaceae) Cyathocalyx kingii Boerl. ex Koord.[5]

- (Begoniaceae) Begonia kingiana Irmsch.[6]